# Бехтерев, Владимир Михайлович
Влади́мир Миха́йлович Бе́хтерев (20 января [1 февраля] 1857, Сарали, Елабужский уезд, Вятская губерния (ныне — Бехтерево, Елабужский район, Татарстан, РФ), Российская империя — 24 декабря 1927, Москва, СССР) — русский и советский психиатр, невролог, физиолог, психолог, основоположник рефлексологии и патопсихологического направления в России. Академик ВМА (1902), заслуженный ординарный профессор (1907), тайный советник (01.01.1904). Заслуженный деятель науки РСФСР (1927).
В 1907 году основал в Санкт-Петербурге Психоневрологический институт — первый в мире научный центр по комплексному изучению человека и научной разработке психологии, психиатрии, неврологии и других «человековедческих» дисциплин, организованный как исследовательское и высшее учебное заведение, ныне носящее его имя.

## Биография
Родился в семье станового пристава Михаила Павловича и его жены Марии Михайловны Бехтеревых в селе Сарали, Елабужского уезда, Вятской губернии 20 января (1 февраля) 1857 года (дата рождения, принятая большинством источников; точная дата рождения неизвестна), был крещён в церкви Святых Петра и Павла 23 января (5 февраля). Таинство крещения проводили священник Алексей Мышкин, диакон и пономарь Кудрявцев. Являлся представителем древнего вятского рода Бехтеревых. В 1865 году его отец Михаил Павлович, дослужившийся до чина коллежского секретаря, умер от туберкулёза.
Образование получил в Вятской гимназии (1872) и Петербургской медико-хирургической академии. По инициативе С. П. Боткина в 1877 году во время русско-турецкой войны Бехтерев, окончивший четвёртый курс, вступил в добровольческий военно-санитарный отряд и оказывал медицинскую помощь раненым на передовой. Под псевдонимом «Санитар» посылал в газету «Северный вестник» заметки с фронта. По окончании курса ИМХА в 1878 году определён во временный врачебный запас армии при клиническом военном госпитале и с этого времени посвятил себя изучению душевных и нервных болезней при клинике профессора И. П. Мержеевского.

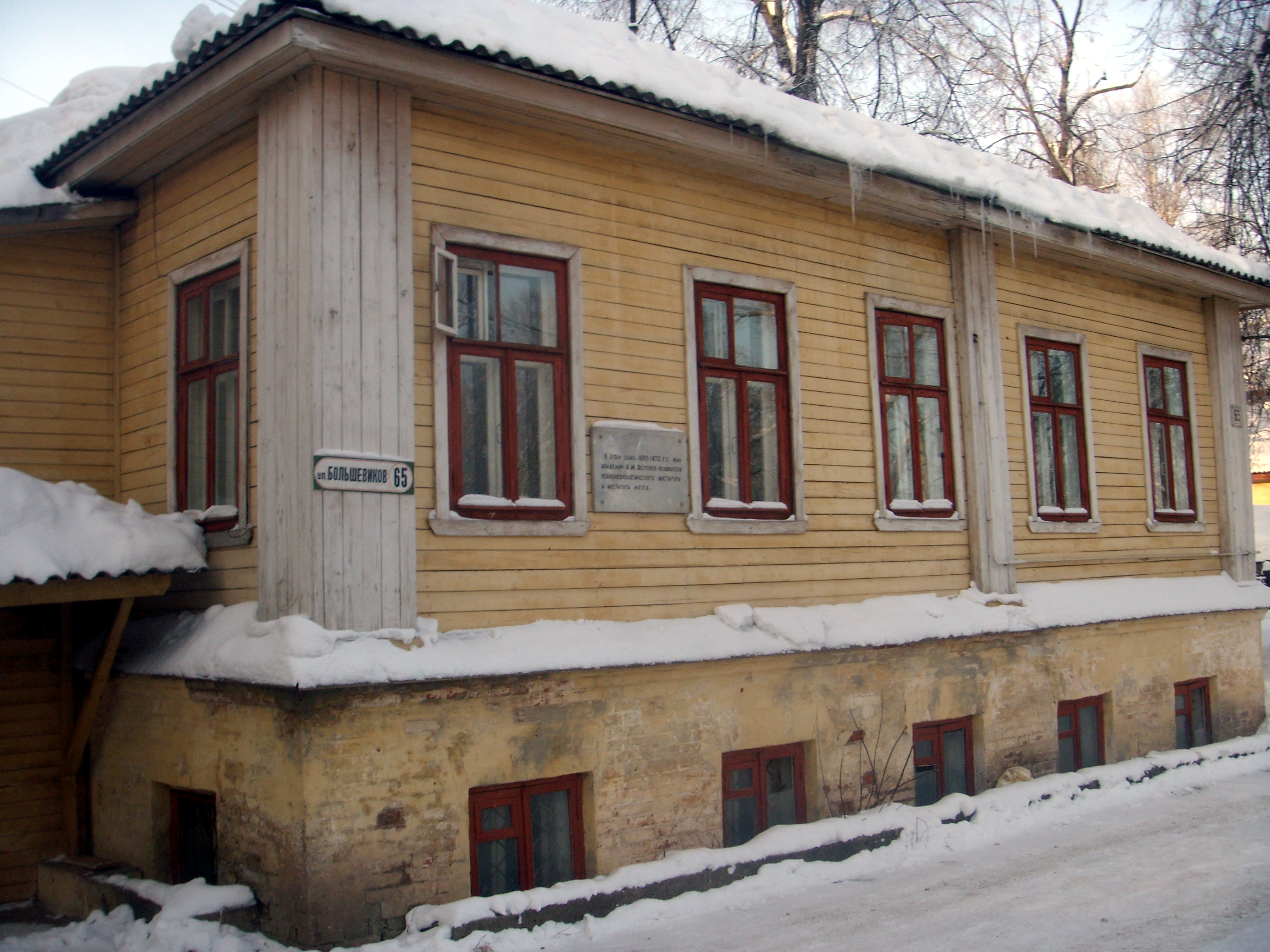
Дом в Вятке, где прошли детские годы Бехтерева

В 1879 году Бехтерев был принят в действительные члены Петербургского общества психиатров. В качестве кандидата на стажировку за границей представил в конкурсную комиссию 58 научных работ и 1 июня 1884 года решением Конференции академии был направлен в научную командировку. За шестнадцать месяцев, проведённых за границей, В. М. Бехтерев познакомился с постановкой клинического дела по нервным и душевным болезням у профессоров К. Вестфаля и Менделя в Берлине, у Ж. М. Шарко в Париже, работал в физиологическом институте Э. Г. Дюбуа-Реймона в Берлине, лаборатории П. Э. Флексига, институте К. Ф. В. Людвига в Лейпциге, участвовал в семинаре по экспериментальной психологии профессора В. М. Вундта, побывал в лабораториях анатома и психиатра Б. А. Гуддена в Мюнхене, у знатока мозга Т. Мейнерта в Вене.
После защиты докторской диссертации (4 апреля 1881) утверждён приват-доцентом Петербургской медико-хирургической академии. С сентября 1885 года — консультант Казанской окружной лечебницы душевных больных, а 3 октября 1885 года назначен экстраординарным профессором Казанского университета по кафедре душевных болезней. Во время работы в Казанском университете создал психофизиологическую лабораторию и основал Казанское общество невропатологов и психиатров (29 мая 1892), печатным органом которого стал основанный В. М. Бехтеревым журнал «Неврологический вестник» (1893—1918). В 1893 году возглавил кафедру нервных и душевных болезней Медико-хирургической академии. В том же году основал журнал «Неврологический вестник». В 1894 году назначен членом медицинского совета министерства внутренних дел, а в 1895 году — членом военно-медицинского учёного совета при военном министре и тогда же членом совета Дома призрения душевнобольных императора Александра III. С 1897 года преподавал также в Женском медицинском институте.

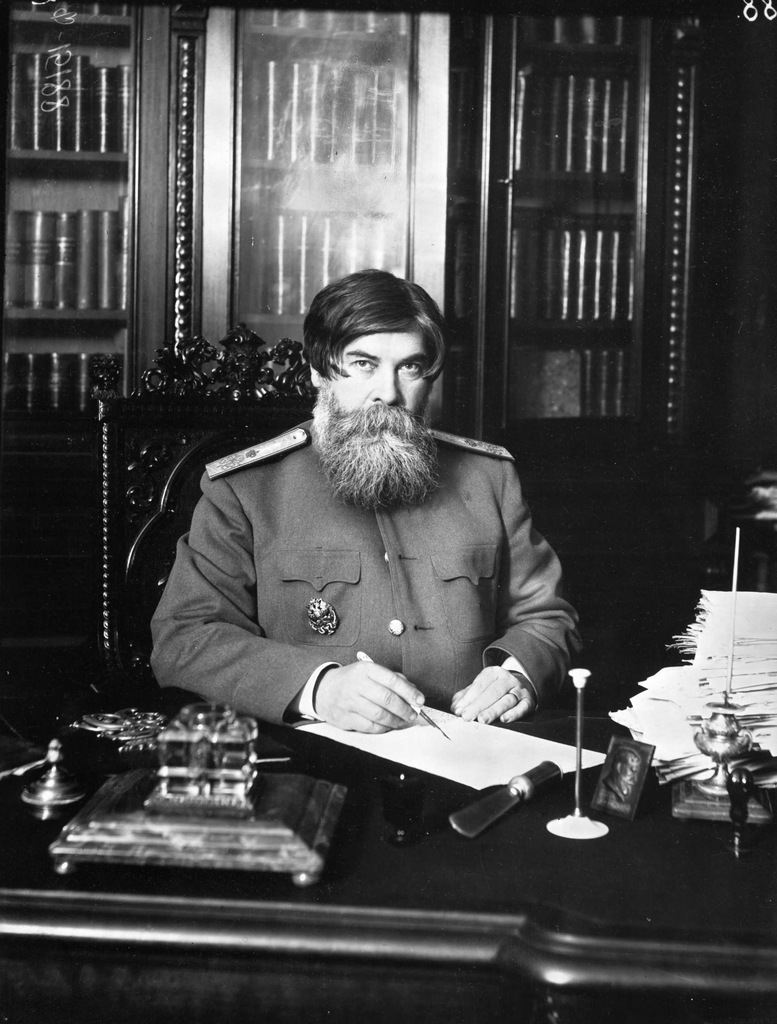
В. М. Бехтерев на фотографии К. Буллы.

Организовал в Петербурге Общество психоневрологов и Общество нормальной и экспериментальной психологии и научной организации труда. Основал следующие научные журналы: «Неврологический вестник» (1872), «Отчёты научных собраний врачей Санкт-Петербургской клиники душевных и нервных болезней» (1895), «Обозрение психиатрии, неврологии, экспериментальной психологии и гипнотизма» (1896), «Труды клиники душевных и нервных болезней» (1897), «Вестник психологии, криминальной антропологии и гипнотизма» (1904), «Вопросы алкоголизма» (1913), «Вопросы изучения труда» (1919), «Вопросы психофизиологии и рефлексологии труда» (1919), «Вопросы рефлексологии и физиологии нервной системы» (1919), «Педологический вестник» (1919), «Вопросы изучения и воспитания личности» (1920), «Вестник знания» (1924).
В ноябре 1900 года двухтомник Бехтерева «Проводящие пути спинного и головного мозга» Российской академией наук был отмечен премией имени академика К. М. Бэра. В том же году Бехтерев избран председателем Русского общества нормальной и патологической психологии.
После завершения работы над семью томами «Основы учения о функциях мозга» особое внимание Бехтерева как учёного стали привлекать проблемы психологии. Исходя из того, что психическая деятельность возникает в результате работы мозга, он считал возможным опираться главным образом на достижения физиологии и, прежде всего, на учение о сочетательных (условных) рефлексах. В 1907—1910 годах Бехтерев опубликовал три тома книги «Объективная психология». Учёный утверждал, что все психические процессы сопровождаются рефлекторными двигательными и вегетативными реакциями, которые доступны наблюдению и регистрации.
Был членом редакционного комитета многотомного «Интернационального трактата по патологической психологии» («Traite international de psychologie pathologique», Париж, 1908—1910), для которого написал несколько глав. В 1908 году в Петербурге начал работу основанный Бехтеревым Психоневрологический институт. В нём были открыты педагогический, юридический и медицинский факультеты. В 1916 году эти факультеты были преобразованы в частный Петроградский университет при Психоневрологическом институте. Сам Бехтерев принимал активное участие в работе института и университета, возглавлял хозяйственный комитет последнего.
Осенью 1913 года принял участие в судебно-медицинской экспертизе по делу М. М. Бейлиса. Не поддавшись давлению со стороны властей, дал экспертное заключение, руководствуясь принципами доказательной медицины.
После Октябрьской революции Бехтерев ходатайствовал о переводе университета в Мраморный дворец. Профессор Б. Е. Райков, тогдашний проректор университета, писал в своих воспоминаниях:
Бехтерев обратился к нему [заместителю наркома просвещения Захарию Гринбергу] с просьбой о расширении территории университета и о переводе его с неудобной и грязной окраины в центр города, и говорил попросту: «У вас теперь много освободилось хороших зданий от прежних хозяев, так дайте и нам. Наш университет заслужил это право. Что бы вы могли нам предложить?» Гринберг ещё более смутился, засуетился и сказал, что он это вполне понимает и сочувствует и постарается, чтобы нашему вузу был отведен один из дворцов, надо только подумать, какой. Этот разговор, при котором я присутствовал в качестве представителя администрации Университета, очень окрылил Бехтерева. «Довольно побираться и жить на гроши! — говорил он мне. — Теперь-то мы развернем дело!» Действительно, через некоторое время Бехтереву предложили занять под Университет Мраморный дворец, принадлежавший до революции великому князю Константину Константиновичу Романову, а именно восточный корпус, выходящий на Суворовскую площадь. «Мало,— категорически заявил Бехтерев.— Давайте оба корпуса!»
Через несколько дней наш Хозяйственный комитет во главе с Бехтеревым уже осматривали Мраморный дворец с его бесчисленными роскошно обставленными комнатами. «Вазы, картины и прочее нам не нужны! — говорил Бехтерев, проходя по зданию в генеральском пальто, но без погон, с развевающейся седой бородой. — …Да и мебель у нас своя — попроще, попроще, без бронзы».

Могила Бехтерева на Литераторских мостках в Санкт-Петербурге.

В мае 1918 года Бехтерев обратился в Совнарком с ходатайством об организации Института по изучению мозга и психической деятельности. Вскоре Институт открылся, и его директором до самой смерти был Владимир Михайлович Бехтерев.
В. М. Бехтерев был консультантом в Лечебно-санитарном управлении Кремля. В 1923 году дважды вызывался как невропатолог для консультаций больного Ленина, которому подтвердил ранее поставленные диагнозы прогрессивный паралич и сифилитическое поражение мозга. О состоянии здоровья Ленина и его отношении к своему здоровью учёный опубликовал статью «Человек железной воли» в газете «Петроградская правда» (26 января 1924 г., № 21).
В 1927 году учёному было присвоено звание заслуженного деятеля науки РСФСР.

### Смерть
В. М. Бехтерев скоропостижно скончался 24 декабря 1927 года в Москве, где принимал участие в работе Первого Всесоюзного съезда невропатологов и психиатров. Тело учёного кремировали, а урну с прахом и мозг, зафиксированный в банке с формалином, перевезли в Петроград в Институт по изучению мозга и психической деятельности. 9 июля 1970 года урну с прахом В. М. Бехтерева торжественно захоронили на Литераторских мостках Волковского кладбища в Ленинграде. По Москве во врачебной среде распространился слух, что смерть Бехтерева связана с тем, что после встречи со Сталиным, которому Бехтерев оказал врачебную консультацию, он неосмотрительно рассказывал, что Сталин, по его мнению, страдает паранойей. Военный историк А. Б. Мартиросян в своей книге «Сталин и репрессии 1920-х —1930-х гг.» указывает, что В. М. Бехтерев 24 декабря не мог провести осмотр И. В. Сталина. По официальной версии советской власти, Бехтерев скончался в результате острого пищевого отравления — консервами либо бутербродами. Историк Р. А. Медведев выдвигал гипотезу, что Бехтерев был отравлен после того, как в ходе медицинского осмотра Сталина по поводу сухорукости попутно поставил ему психиатрический диагноз: «тяжёлая паранойя» (Сталин тщательно скрывал свою частичную сухорукость, старался не раздеваться при людях и редко показывался даже врачам).
Внучка учёного, профессор Наталья Петровна Бехтерева в интервью 1995 года утверждала, что заявление о диагнозе «паранойя», якобы поставленным её дедом И. В. Сталину, не соответствует действительности.
Другой причиной возможного убийства указывается привлечение Бехтерева к лечению Ленина. Бехтерев дважды осматривал Ленина, в мае и в ноябре 1923 года, и настаивал на продолжении лечения препаратами арсенобензольной группы, предназначенных для лечения сифилиса. На сегодняшний день существует семь версий того, как, кто и по каким мотивам организовал отравление В. М. Бехтерева, но убедительных доказательств ни одной из версий не существует.

## Мнения
Негативный отзыв о приёме у Бехтерева-врача оставил В. В. Вересаев, дважды обращавшийся к нему за помощью по поводу болезни жены.

## Научный вклад
Физиологические рефлексы Бехтерева (лопаточно-плечевой, рефлекс большого веретена, выдыхательный и др.) позволяют определить состояние соответствующих рефлекторных дуг, а патологические (тыльностопный рефлекс Менделя — Бехтерева, запястно-пальцевой рефлекс, рефлекс Бехтерева — Якобсона) отражают поражение пирамидных путей. Всего В. М. Бехтеревым описано 15 новых рефлексов и более 10 новых симптомов поражения нервной системы.

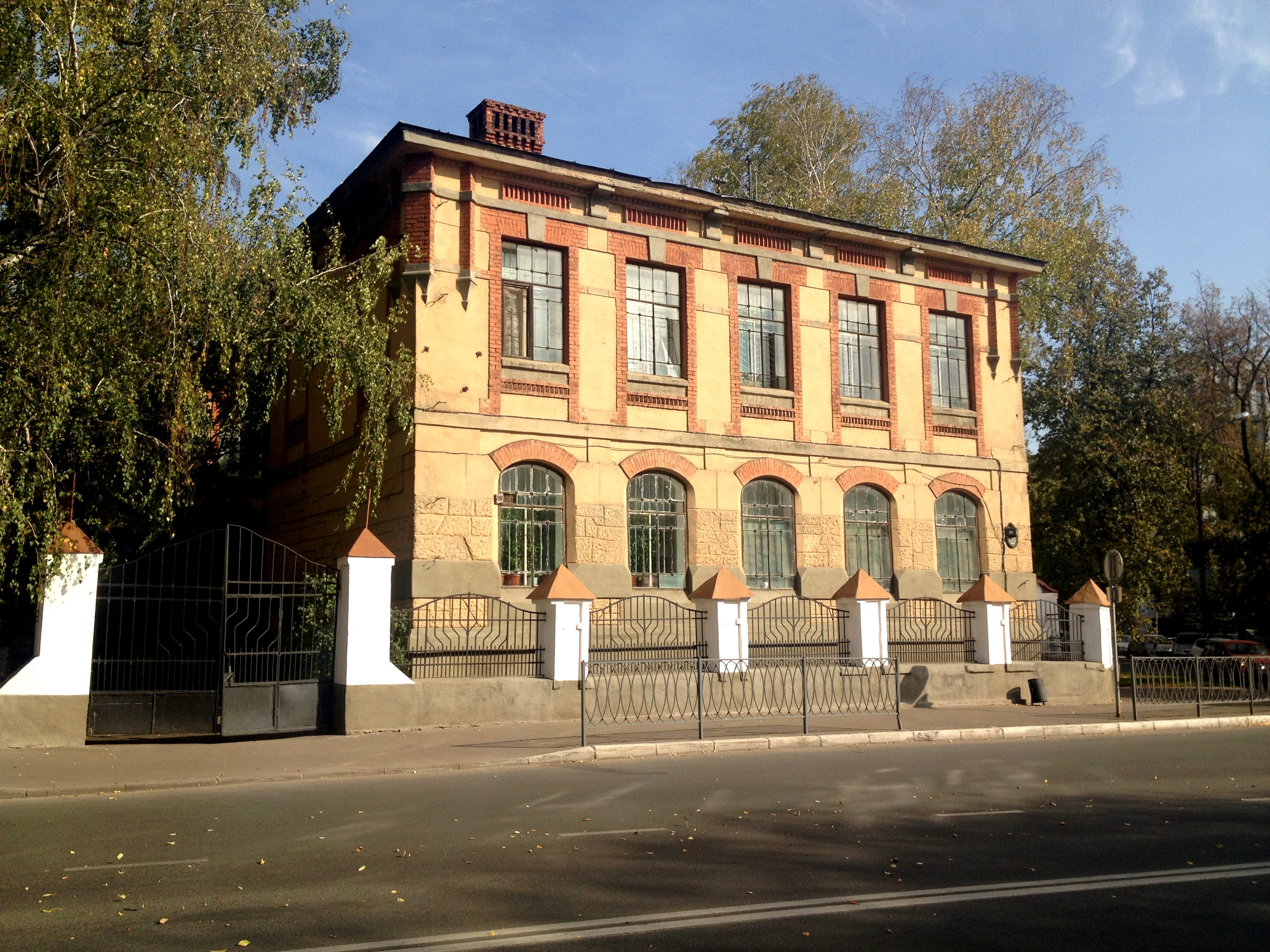
Одно из зданий Республиканской клинической психиатрической больницы им. академика В. М. Бехтерева (г. Казань)

Описал некоторые болезни и разработал методы их лечения («Постэнцефалитические симптомы Бехтерева», «Психотерапевтическая триада Бехтерева», «Фобические симптомы Бехтерева» и др.). Бехтеревым была описана «одеревенелость позвоночника с искривлением его как особая форма заболевания» («Болезнь Бехтерева», «Анкилозирующий спондилит», 1892). Бехтеревым выделены такие заболевания, как «хореическая падучая», «сифилитический множественный склероз», «острая мозжечковая атаксия алкоголиков».
Создал ряд лекарственных препаратов. «Микстура Бехтерева» широко использовалась как успокаивающее средство.
Многие годы исследовал проблемы гипноза и внушения, в том числе при алкоголизме.
Более 20 лет изучал вопросы полового поведения и воспитания ребёнка. Разработал объективные методы изучения нервно-психического развития детей.
Многократно критиковал психоанализ (учения Зигмунда Фрейда, Альфреда Адлера и других). Но вместе с тем способствовал проведению теоретических, экспериментальных и психотерапевтических работ по психоанализу, которые осуществлялись в возглавляемом им Институте по изучению мозга и психической деятельности.
Кроме того, Бехтерев разрабатывал и изучал связь между нервными и психическими болезнями, психопатии и циркулярный психоз, клинику и патогенез галлюцинаций, описал ряд форм навязчивых состояний, различные проявления психического автоматизма. Для лечения нервно-психических заболеваний ввёл сочетательно-рефлекторную терапию неврозов и алкоголизма, психотерапию методом отвлечения, коллективную психотерапию.
В 1893 году в Казани предложил комбинированный метод лечения алкоголизма: сочетание лекарственного лечения с физиотерапевтическим (особенно водолечением), а также применением гипноза и внушения. В 1900 году первым в клинической практике описал синдром острой мозжечковой атаксии при алкоголизме. При лечении алкоголиков В. М. Бехтерев использовал коллективный метод психотерапии, который известен как «триада В. М. Бехтерева» и «состоит в совмещении в одном сеансе трёх рефлексотерапевтических методов: метода убеждения, гипнотического внушения и самовнушения или самоутверждения». Благодаря его инициативе в мае 1912 года в Санкт-Петербурге был открыт первый в России экспериментально-клинический институт по изучению алкоголизма. Активно участвовал в работе Постоянной комиссии по вопросу об алкоголизме и мерах борьбы с ним при Русском обществе охранения народного здравия и во Всероссийских съездах по борьбе с пьянством.
Исследовал связь работы мозга с творчеством.
В. М. Бехтерев изучал влияние музыки на соматическую и психическую сферы человека и рассматривал музыку как средство, облагораживающее человеческую натуру, способное оказывать воспитательное и лечебное значение. Исследования различного влияния музыки на человека представлены в архивных рукописях учёного: «О влиянии музыки на здоровье», «О музыкальном неврозе», «Музыка как причина тоски и обморочного состояния».
В 1921 году вместе с известным дрессировщиком животных В. Л. Дуровым проводил опыты мысленного внушения дрессированным собакам заранее задуманных действий.
Устоявшиеся и сохранившиеся до наших дней эпонимы: Бехтерева акроэритроз, Бехтерева болезнь (Бехтерева — Штрюмпеля — Мари болезнь), Бехтерева выдыхательный рефлекс, Бехтерева гемитония, Бехтерева запястно-пальцевой рефлекс, Бехтерева костоабдоминальный рефлекс, Бехтерева лопаточно-плечевой рефлекс, Бехтерева микстура, Бехтерева полоска, Бехтерева пяточный рефлекс, Бехтерева седалищный симптом, Бехтерева симптом (перекрёстный симптом Ласега), Бехтерева симптом большого пальца кисти, Бехтерева скуловой симптом, Бехтерева соматофрения, Бехтерева точка, Бехтерева хореическая эпилепсия, Бехтерева центральный пучок покрышки, Бехтерева — Менделя рефлекс, Бехтерева — Якобсона рефлекс (Якобсона — Ласка рефлекс), Менделя — Бехтерева симптом; Бехтерева методика самовнушения, Бехтерева постэнцефалитические симптомы, Бехтерева психотерапевтическая триада, Бехтерева фобические симптомы.

### Ученики
Опыт работы в Европе повлиял на формирование научной школы В. М. Бехтерева, которая к концу его жизни насчитывала около пяти тысяч человек, в том числе 70 профессоров. Среди учеников учёного — М. И. Аствацатуров, М. Н. Жуковский, А. И. Карпинский, А. Ф. Лазурский, В. П. Осипов, А. В. Тернер.

## Награды
- Орден Св. Владимира III ст. (1896)
- Орден Св. Станислава I ст. (1900)
- Орден Св. Анны I ст. (1906)

## Публикации
При жизни В. М. Бехтерева было опубликовано 725 его работ. Кроме диссертации «Опыт клинического исследования температуры тела при некоторых формах душевных заболеваний» (СПб., 1881), Бехтереву принадлежат многочисленные работы:
1. по нормальной анатомии нервной системы;
2. по патологической анатомии центральной нервной системы;
3. по физиологии центральной нервной системы;
4. по клинике душевных и нервных болезней;
5. по психологии (Образование наших представлений о пространстве, «Вестник психиатрии», 1884).

В этих работах Бехтерев занимался изучением и исследованием хода отдельных пучков в центральной нервной системе, состава белого вещества спинного мозга и хода волокон в сером веществе и вместе с тем, на основании произведённых опытов, выяснением физиологического значения отдельных частей центральной нервной системы (зрительных бугров, преддверной ветви слухового нерва, нижних и верхних олив, четверохолмия и пр.).
Бехтереву удалось также получить некоторые новые данные по вопросу о локализации различных центров в мозговой коре (напр., по локализации кожных — осязательных и болевых — ощущений и мышечного сознания на поверхности мозговых полушарий, «Врач», 1883) и также по физиологии двигательных центров мозговой коры («Врач», 1886). Много работ Бехтерева посвящено описанию малоисследованных патологических процессов нервной системы и отдельным случаям нервных заболеваний.
Сочинения
- Сознание и его границы. — Казань, 1888.
- Классификация душевных болезней. — Казань, 1891. — 60 с.
- О локализации сознательной деятельности у животных и человека. — СПб., 1896.
- Значение органов равновесия в образовании наших представлений о пространстве. — СПб., 1898.
- Невропатологические и психиатрические наблюдения. — СПб., 1900.
- Внушение и его роль в общественной жизни. — 2-е изд. — СПб.: Изд. К. Л. Риккера, 1903. — 144 с.
  - Bechterew, W. M. La suggestion et son rôle dans la vie sociale; trad. et adapté du russe par le Dr P. Kéraval. — Paris: Boulangé, 1910.
  - Bechterew, W. Suggestion und ihre soziale Bedeutung. [Rede, gehalten auf der Jahresversammlung der Kaiserl. Medizin. Akademie am 18. Dezember 1897; mit Vorwort von Paul Flechsig. Deutsch von Richard Weinberg] Leipzig: Arthur Georgi. Leipzig, 1899.
- Боязнь чужого взгляда. — [Санкт-Петербург]: Типография Я. Трей, 1905. — 20 с.
- Основы учения о функциях мозга. — Вып. 1—7. — СПб., 1903—1907.
- Психика и жизнь. — 2-е изд., доп. — Санкт-Петербург: Издание К. Л. Риккера, 1904. — [8], 206 с.
- Вопросы общественного воспитания. — М.: Типо-литография товарищества И. Н. Кушнерев и К°, 1910. — 41 с.
- Объективная психология. — СПб., 1907—1910.
- Гипноз, внушение и психотерапия и их лечебное значение. [Из лекций, читанных врачам и студентам Императорской Военно-Медицинской Академии]. — СПб.: Изд-во `"Вестника Знания", 1911. — 60 с.
- Общая диагностика болезней нервной системы, ч. 1—2. — СПб., 1911—1915.
- Юбилейные дни в Праге и воспитательное значение сокольства. — Петроград: Гимнастическое общество Сокол III, 1915. — 14 с.: ил.
- Вильгельм — дегенерат нероновского типа. — М.: Наша жизнь, 1916. — 44 с. — (Новая библиотека; № 1)
- Коллективная рефлексология. — Петроград: Колос, 1921. — 432 с.
- Внушение и воспитание. — Петроград: Время, 1923. — 40 с.
- Общие основы рефлексологии человека. — М.— Петроград, 1923.
- Проводящие пути спинного и головного мозга. — М.— Л., 1926.
- Работа головного мозга в свете рефлексологии. — М. — Л.: Изд. П. П. Сойкина, 1926. — 96 с.
- Мозг и его деятельность. — М.— Л.: ГИЗ, 1928. — 327 с.
- Избранные произведения с систематическим указателем трудов и выступлений автора и его ближайших учеников. — М., 1954.

## Семья
Владимир Михайлович Бехтерев 9 сентября 1879 года заключил брак с Натальей Петровной Базилевской — знакомой ещё со времени обучения в Вятке. Они имели шестерых детей: родившийся в 1880 году Евгений вскоре умер, в 1883 году родилась Ольга (Бехтерева-Никонова), в 1886 году — Пётр, в 1887 году — Владимир, в 1890 году — Екатерина, в 1904 году — Мария.
В следующем поколении известность приобрели его внук Владимир Борисович Никонов и внучка Наталья Петровна Бехтерева; правнуки — Святослав Всеволодович Медведев и А. А. Бехтерев — почётный председатель Ассоциации организаций здравоохранения «Медицинский центр Бехтерев» (Санкт-Петербург).
Женился вторым браком 21 июля 1926 года на Берте Яковлевне Гуржи (в девичестве Арэ, 1887—1937), с которой встречался с 1916 года. Письма В. М. Бехтерева к Б. Я. Гуржи и её родителям Якову Ивановичу и Анетте Петровне Арэ были обнаружены в 2019 году. Б. Я. Арэ — латышка, уроженка Валкского уезда. Арестована 20 октября 1937 года по обвинению в шпионаже в пользу Латвии и в контрреволюционной пропаганде среди профессуры Ленинграда, расстреляна 15 декабря 1937 года; реабилитирована 16 января 1989 года.

## Адреса
В Лейпциге:
- 1884 год — улица Пауль-Лист (Paul-List-Straße), д. 11[56]

В Петербурге:
- 1896—1913 год — Боткинская улица, 9 (ныне — дом 17).
- Осень 1914 — декабрь 1927 года — набережная реки Малой Невки, 7б[57] (ныне — дом 25, особняк)[58].

В Выборгской губернии, в деревне Ино (ныне — посёлок Смолячково, Курортный район Санкт-Петербурга) во владении В. М. Бехтерева был земельный участок площадью 31,8 гектара на берегу Финского залива, где им было построено несколько дач; основная — «Тихий берег» (Tyyniranta) — памятник истории.
- Дом В. М. Бехтерева в Кирове — памятник истории.

## Память
- По улице Бехтерева в Москве расположена крупнейшая в Москве 14-я городская психиатрическая больница имени В. М. Бехтерева, которая обслуживает все округа Москвы, особенно ЮАО Москвы.
- Имя В. М. Бехтерева носит Национальный медицинский исследовательский центр психиатрии и неврологии. Выпускается журнал «Обозрение психиатрии и медицинской психологии им. В. М. Бехтерева»[60]. Перед зданием института установлен бюст В. М. Бехтереву.
- Выпускается журнал Неврологический вестник имени В. М. Бехтерева
- Почта СССР в 1952 году в память 25-летия со дня смерти В. М. Бехтерева выпустила почтовую марку с его портретом и надписями на русском языке: «Выдающийся русский учёный. Невропатолог и психиатр. 1927—1952» и «В. М. Бехтерев. 25 лет со дня смерти», а в 2007 году почта России к 150-летию со дня рождения и к 80-летию со дня смерти учёного выпустила в обращение почтовую марку номиналом 5 рублей[61].
- Центральным банком России в 2007 году, в память о 150-летии со дня рождения В. М. Бехтерева была выпущена в обращение серебряная памятная монета номиналом 2 рубля[62].

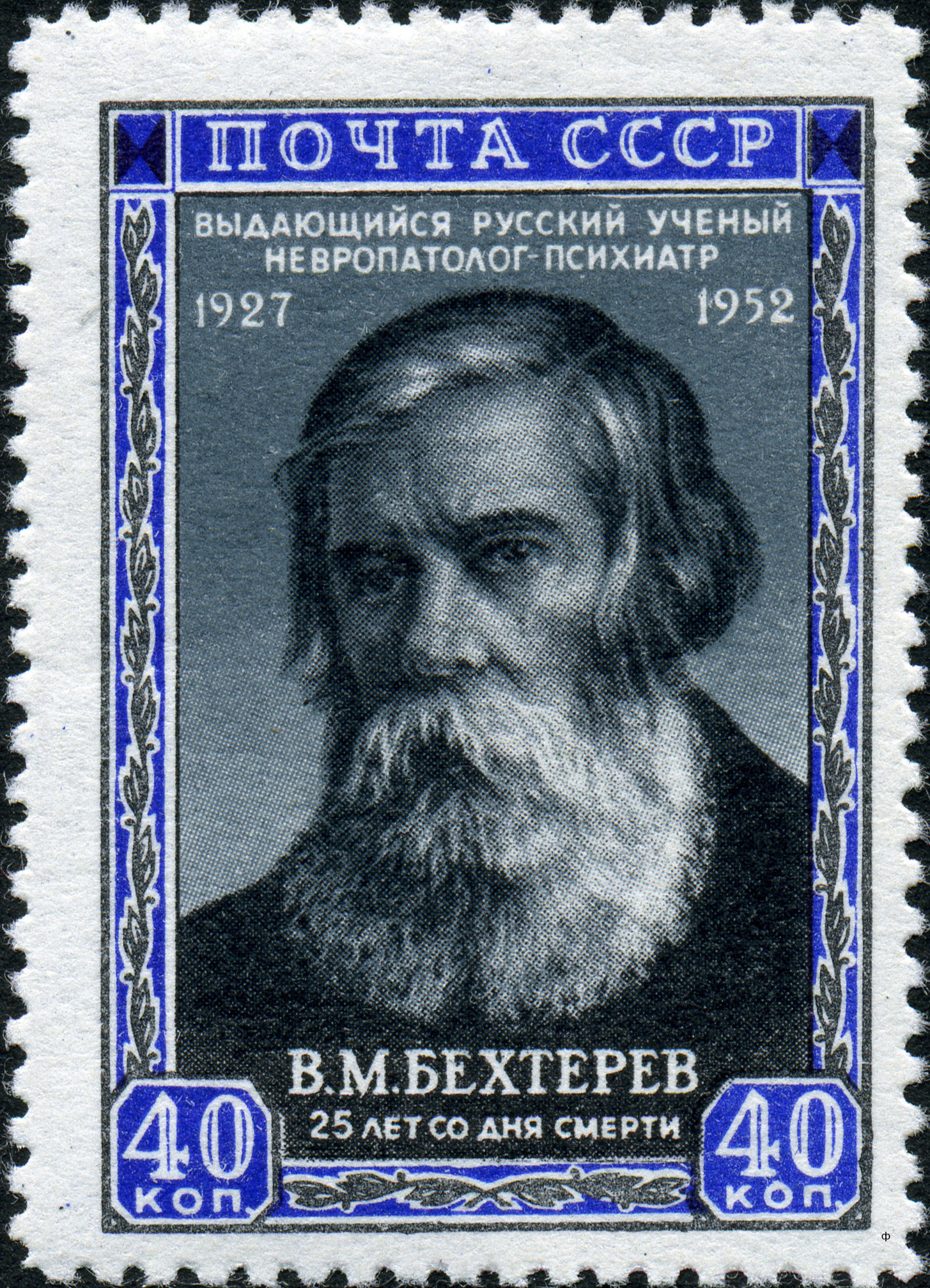
Почтовая марка СССР, 1952 год
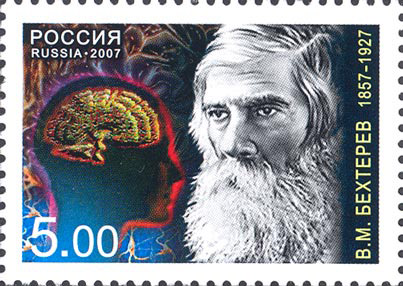
В. М. Бехтерев на почтовой марке Почты России, 2007 год
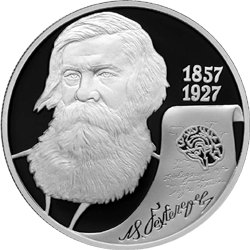
Памятная монета Банка России посвящённая 150-летию со дня рождения В. М. Бехтерева

- Улицы в Москве, Санкт-Петербурге, Екатеринбурге, Воронеже, Ржеве, Барнауле, Казани, Астрахани, Липецке, Барнауле, Челябинске, Нальчике, Донецке (Украина), Днепре (Украина), Одессе (Украина), Минске (Беларусь), Белебее (Башкортостан), Алма-Ате (Казахстан); площадь в Санкт-Петербурге; переулок в Киеве
- Мемориальные доски в Санкт-Петербурге: наб. р. Малой Невки, д. 25 (арх. А. И. Гордеев, 1951); ул. Бехтерева, д. 3, НИИ психоневрологии им. В. М. Бехтерева (арх. Ф. А. Гёпнер, 1958)[63]; ул. Боткинская, д. 17, Военно-медицинская академия (арх. Ф. А. Гёпнер, 1958)[63]
- Бехтеревское Санкт-Петербургское общество психиатров
- Ассоциация организаций здравоохранения «Медицинский центр Бехтерев» (Санкт-Петербург)Памятник В. М. Бехтереву в Елабуге

Памятник В. М. Бехтереву в Елабуге

- Республиканская клиническая психиатрическая больница имени академика В. М. Бехтерева (Казань)
- Кировская областная клиническая психиатрическая больница имени В. М. Бехтерева (Киров)
- Медицинский колледж имени В. М. Бехтерева (Санкт-Петербург)[64]
- Золотая медаль имени В. М. Бехтерева (научная награда Российской Академии наук, присуждается Отделением физиологии РАН)
- Постановлением ВЦИК от 27 мая 1929 года село Саралей переименовано в Бехтерево[65].
- 26 января 2007 года в городе Елабуга В. М. Бехтереву был открыт памятник[66]
- 29 июня 2007 года в Елабуге был открыт Музей уездной медицины имени В. М. Бехтерева как филиал Елабужского музея-заповедника[67].
- В Минске, на улице Бехтерева находится психоневрологический диспансер, который обслуживает весь город.
- 17 мая 2018 года при ФБГУ «Национальный медицинский исследовательский центр психиатрии и неврологии имени В. М. Бехтерева» создано Международное общество друзей В. М. Бехтерева[68].
- Академику В. М. Бехтереву посвящён документальный фильм А. Жукова и И. Голубевой «Смерти нет. Тайна академика Бехтерева» (2008, оператор С. Дадашьян).
- Имя Бехтерева было присвоено психо-неврологическому диспансеру в Нижнекамске

## Из фотоархива

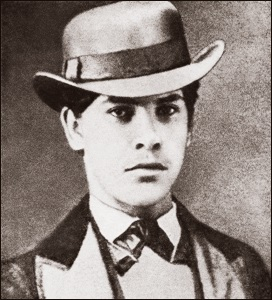
Студенческие годы (1873)
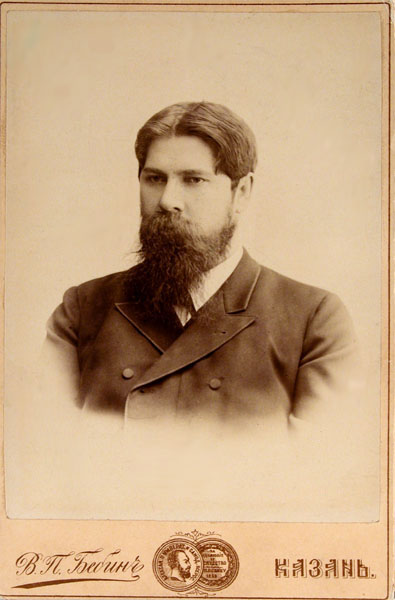
Казанский период (1881)
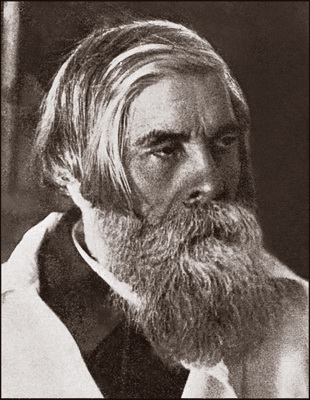
Незадолго до смерти (1926)
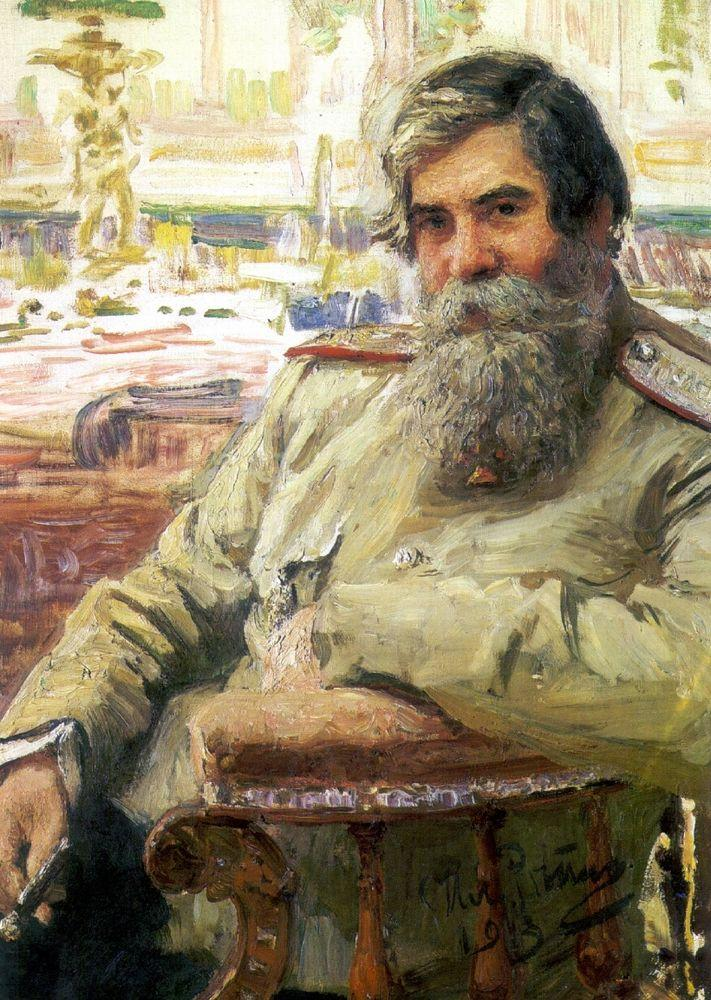
Портрет Бехтерева (И. Е. Репин, 1913)